# Idruro di bismuto
L'idruro di bismuto è il composto chimico inorganico di formula BiH3. È stato ottenuto solo in tracce, essendo il più instabile tra gli idruri degli elementi del V gruppo.
Trattando l'ossido o l'idrossido di Bi (III) con energici ossidanti (ossigeno, cloro, ipocloriti, persolfati ecc.) in ambiente alcalino, si ottengono bismutati, in cui il bismuto ha numero di ossidazione +5. Tra questi, il bismutato di sodio (NaBiO3) è un energico ossidante in soluzione acida.